# Estivella
Estivella (en valencien et en castillan) est une commune d'Espagne de la province de Valence dans la Communauté valencienne. Elle est située dans la comarque du Camp de Morvedre et dans la zone à prédominance linguistique valencienne.

## Géographie

Localisation d'Estivella
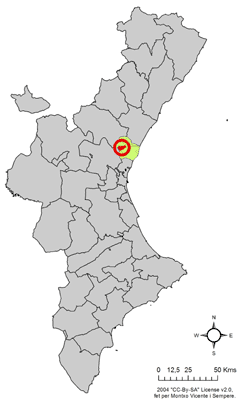
dans la Communauté valencienne.
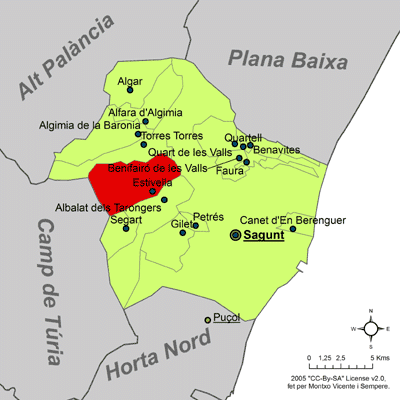
dans la comarque du Camp de Morvedre.